# Epistephium sclerophyllum
Epistephium sclerophyllum är en orkidéart som beskrevs av John Lindley. Epistephium sclerophyllum ingår i släktet Epistephium och familjen orkidéer. Inga underarter finns listade i Catalogue of Life.

## Bildgalleri

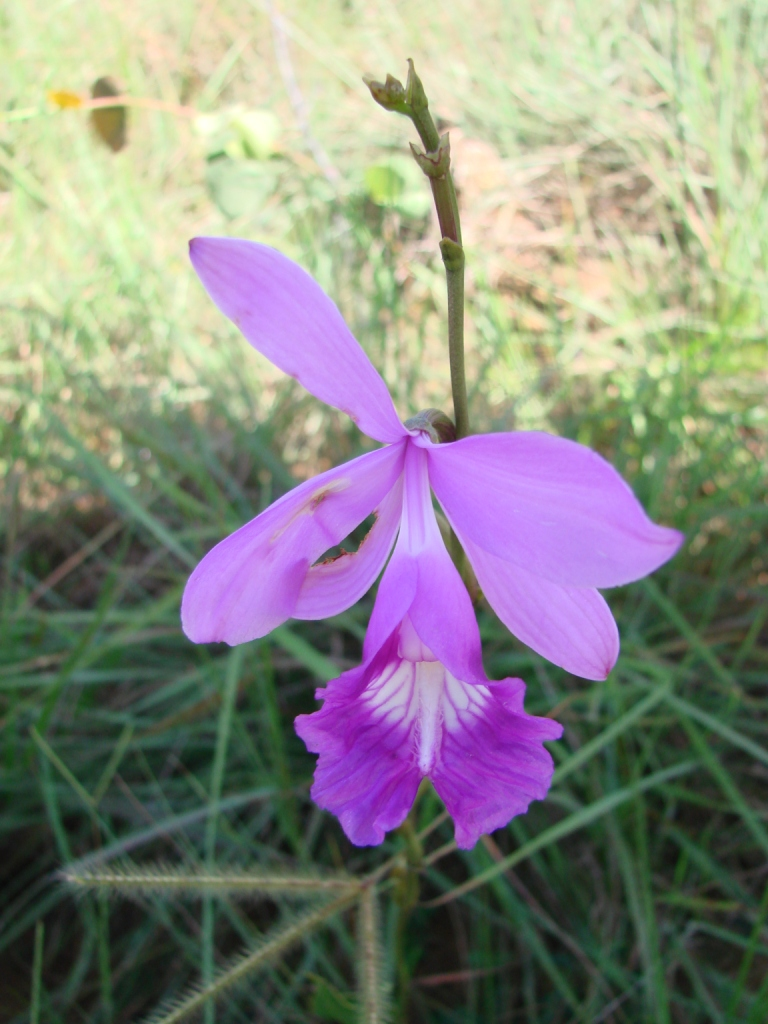